# Mehmet Ali Şahin
Mehmet Ali Şahin né le 16 septembre 1950 à Ovacık, Karabük est un avocat et homme politique turc.
Il est diplômé de la faculté de droit de l'Université d'Istanbul. En 1983 il rejoint le Parti du bien-être (RP). Il est candidat de RP à Çankırı aux élections législatives en 1987 mais battu. Aux élections municipales de 1989, il est candidat pour la mairie de Küçükçekmece et en 1994 candidat pour la mairie de Fatih mais battu dans deux élections. Il est élu député d'Istanbul (1995-2007), d'Antalya (2007-2011) et Karabük (2011-2018), il cofonde le AKP en 2001. Il est encore membre du haut comité consultatif de la présidence de la République.